# 국도 제87호선 (미국)

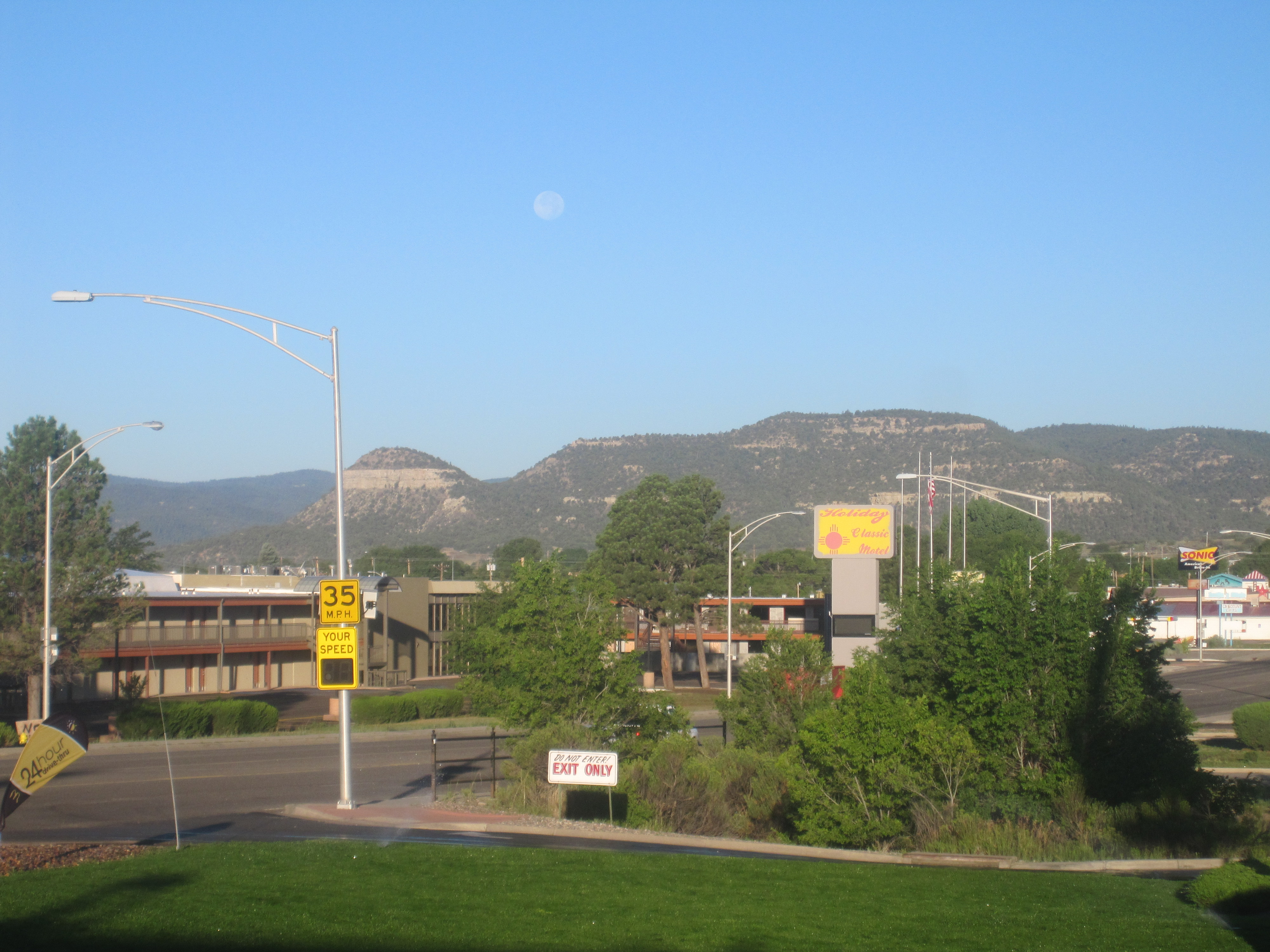
뉴멕시코주 래턴에서 주간고속도로 제25호선과 접촉하고 있는 US 87번 국도의 모습.

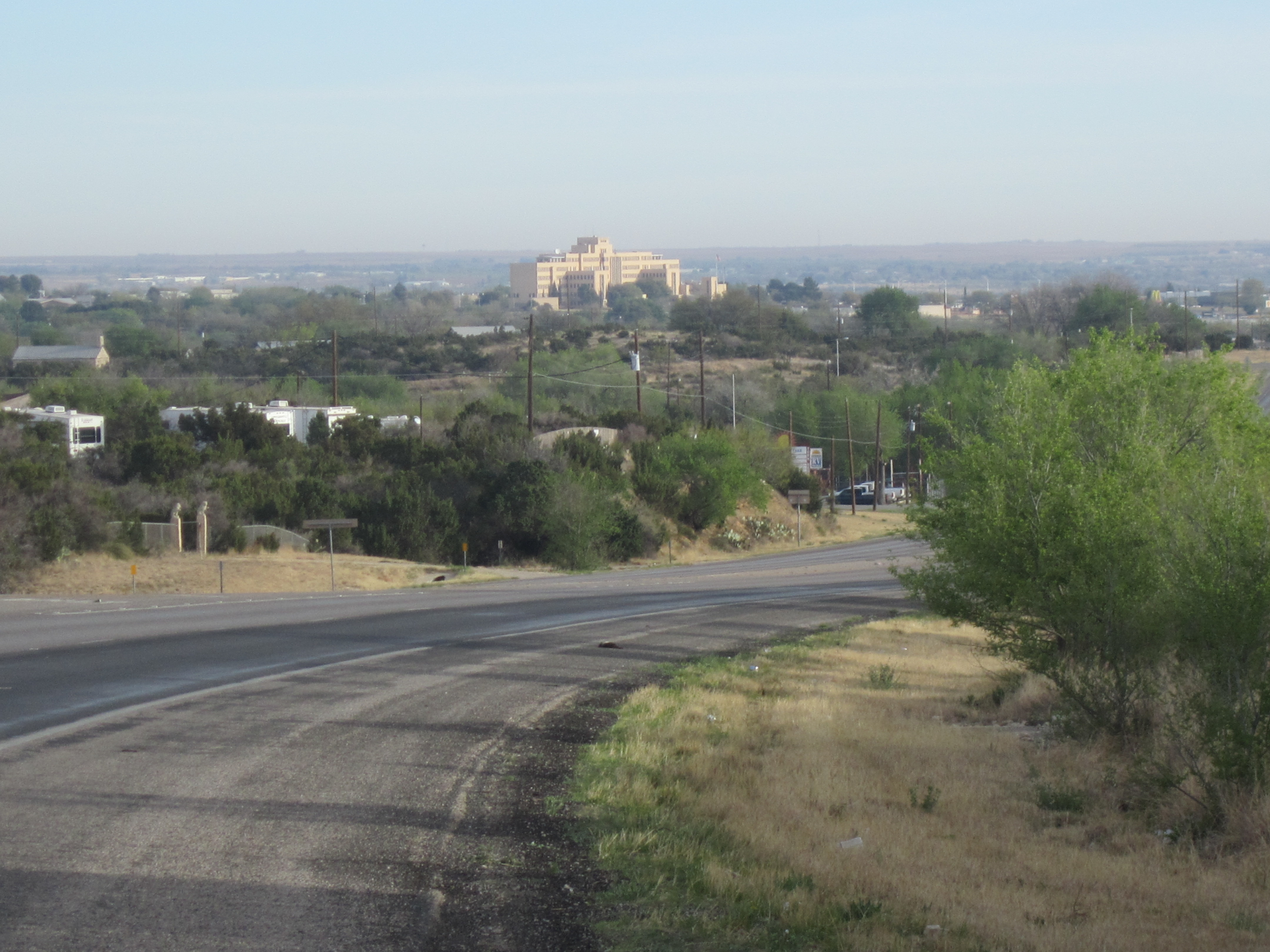
텍사스주 빅스프링 (텍사스주)을 통과하고 있는 미국 87번 국도의 모습이며, 남쪽으로 향하고 있는 것으로 보인다.

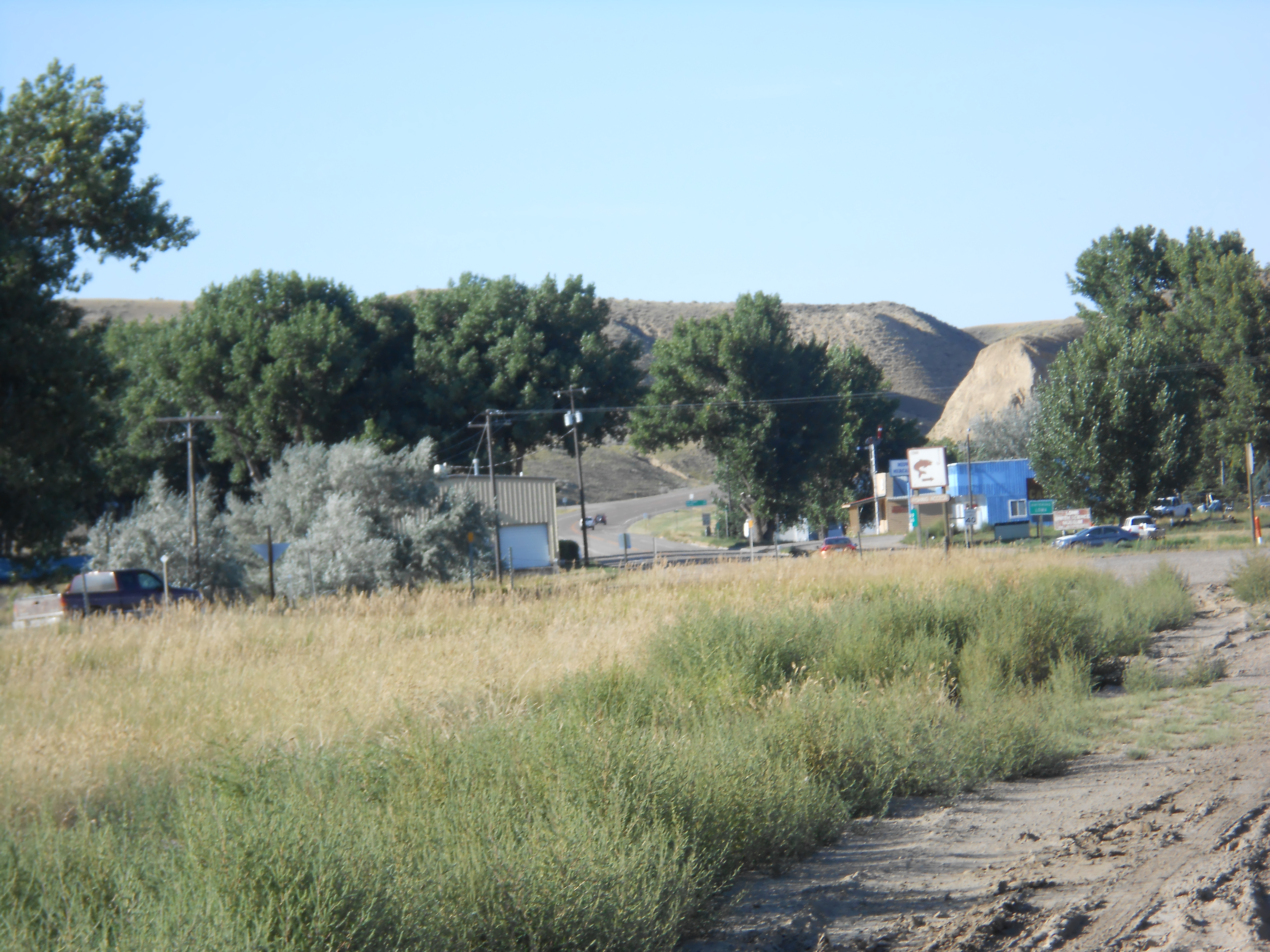
몬태나주 로마의 북쪽으로 접근하고 있는 87번 국도의 모습.

국도 제87호선(U.S. Route 87)은 텍사스주의 포트라바카와 몬태나주의 해버까지 이어주는 총 연장 1,998 mi의 거리를 가진 미국의 일반 국도이다. 그러나 이 도로는 몬태나주의 빌링스에서 텍사스주의 래턴까지는 주간고속도로 제25호선과 주간고속도로 제90호선을 서로 이어주기도 한다. 그 외에도 텍사스주 일원에서는 주간고속도로 제27호선과도 병주하고 있는 것으로 보인다. 그리고 2004년에는 종점을 해버로 조정하여 국도 제2호선과 쉽게 접촉하도록 조정하였고, 반대로 기점을 포트라바카로 변경시켰다.

## 역사
미국 87번 국도(U.S. Route 87)는 본시부터 그레이트폴스의 동쪽 경계선과 인접해 있는 글레이셔 국립공원을 시점으로 삼았다. 그러나 해당 국도는 캐나다의 국경 지점인 피에간 국경 횡단지점까지 이어줬던 것으로 보인다. 그러다가 제정한 지 8년이 지난 1934년, US 89가 US 87과 병주하기 위해 글레이셔 공원을 향하도록 경로가 바뀐 것으로 보인다. 그리고 이 국도는 몬태나주 하브레를 종점으로 계획하려고 완성시키기 위해 1945년을 전후하여 기존 종점이 그레이트폴스에서 끝난 것으로 보인다. 

## 관련 국도 노선
- 국도 제187호선
- 국도 제287호선